# W52-FC Porto/Saison 2016
Dieser Artikel listet Erfolge und Fahrer des Radsportteams W52-FC Porto in der Saison 2016 auf.

## Erfolge in der UCI Europe Tour
In den Rennen der UCI Europe Tour Saison 2016 der UCI Europe Tour gelangen die nachstehenden Erfolge.
| Datum                | Rennen                                | Kat. | Fahrer        |
| -------------------- | ------------------------------------- | ---- | ------------- |
| 7. Juli              | Prolog Troféu Joaquim Agostinho (EZF) | 2.2  | Rafael Reis   |
| 9. Juli              | 2. Etappe Troféu Joaquim Agostinho    | 2.2  | Raul Alarcon  |
| 10. Juli             | 3. Etappe Troféu Joaquim Agostinho    | 2.2  | Gustavo Cesar |
| 27. Juli             | Prolog Portugal-Rundfahrt (EZF)       | 2.1  | Rafael Reis   |
| 31. Juli             | 4. Etappe Portugal-Rundfahrt          | 2.1  | Gustavo Cesar |
| 3. August            | 6. Etappe Portugal-Rundfahrt          | 2.1  | Gustavo Cesar |
| 7. August            | 10. Etappe Portugal-Rundfahrt (EZF)   | 2.1  | Gustavo Cesar |
| 27. Juli – 7. August | Gesamtwertung Portugal-Rundfahrt      | 2.1  | Rui Vinhas    |

## Abgänge – Zugänge
| Zugänge        | Team 2015                   | Abgänge          | Team 2016                    |
| -------------- | --------------------------- | ---------------- | ---------------------------- |
| Ricardo Mestre | Clube de Ciclismo de Tavira | Delio Fernandez  | Delko Marseille Provence KTM |
| Rafael Reis    | Clube de Ciclismo de Tavira | Hélder Oliveira  | Unbekannt                    |
| Daniel Freitas | Louletano-Ray               | Carlos Ribeiro   | Unbekannt                    |
| Joao Rodrigues | Clube de Ciclismo de Tavira | Gualter Carvalho | Unbekannt                    |
|                |                             | Ruben Veloso     | Louletano-Hospital de Loulé  |
|                |                             | Luis Fernandes   | Sporting/Tavira              |

## Mannschaft
| Name               | Geburtstag         | Nationalität |
| ------------------ | ------------------ | ------------ |
| Raúl Alarcón       | 25. März 1986      | Spanien      |
| Samuel Caldeira    | 30. November 1985  | Portugal     |
| António Carvalho   | 25. Oktober 1989   | Portugal     |
| Gustavo César      | 29. Januar 1980    | Spanien      |
| Daniel Freitas     | 10. Mai 1991       | Portugal     |
| Ricardo Mestre     | 11. September 1983 | Portugal     |
| Juan Ignacio Perez | 3. Januar 1990     | Spanien      |
| Ángel Rebollido    | 12. April 1993     | Spanien      |
| Rafael Reis        | 15. Juli 1992      | Portugal     |
| Joao Rodrigues     | 15. November 1994  | Portugal     |
| Joaquim Silva      | 20. Februar 1983   | Portugal     |
| Rui Vinhas         | 6. Dezember 1986   | Portugal     |